# Louis Gauchat
Louis Gauchat (Les Brenets, cantón de Neuchâtel, 12 de enero de 1866 - Lenzerheide, cantón de los Grisones, 22 de agosto de 1942) fue un lingüista y romanista suizo, originario de la zona romanche.

## Biografía
Gauchat estudió en la Universidad de Zúrich e hizo también estancias en París, donde estudió con Gaston Paris. En 1890 defendió su tesis doctoral, dirigida por Heinrich Morf, en la Universidad de Zúrich con el título Le patois de Dompierre. Después de ser profesor de enseñanza media, fue profesor de la Universidad de Berna y Zúrich hasta obtener una cátedra en la de Berna (1902-1907). Más tarde pasó a la Universidad de Zúrich como sucesor de Jakob Ulrich (1907-1931). En esta universidad fue también rector de 1926 a 1928.
Su obra más destacada fue la fundación, en 1899, del Glossaire des patois de la Suisse romande, con Jules Jeanjaquet y Ernst Tappolet. Este diccionario recogió, mediante encuestas, las hablas de la Suiza romanche (Suiza de habla franco-provenzal), la toponimia y la lengua antigua de la zona, así como los romanchismos, es decir, las particularidades e influencias de su lengua en el francés.
A Gauchat se le considera igualmente precursor de la sociolingüística por el estudio que hizo del habla de una localidad suiza (Charmey) entrevistando a más de 900 habitantes y poniendo en relación sus particularidades dialectales. Este estudio se publicó en 1905 en la miscelánea dedicada a su maestro, Heinrich Morf.

## Obra
- Le patois de Dompierre. Halle an der Saale, 1891.
- "L'unité phonétique dans le patois d'une commune", in: Aus romanischen Sprachen und Literaturen. Festschrift Heinrich Morf. Halle an der Saale, 1905, pàg. 175–232
- Grammaire et lexicographie des patois de la Suisse romande: Bibliographie analytique. Neuchâtel: Paul Attinger, 1916
- Les noms de lieux et de personnes de la Suisse romande: Bibliographie analytique. Neuchâtel: Paul Attinger, 1919
- Glossaire des patois de la Suisse romande fondé par Louis Gauchat, Jules Jeanjaquet, Ernst Tappolet. Neuchâtel 1924--
- Tableaux phonétiques des patois suisses romands: relevés comparatifs d'environ 500 mots dans 62 patois-types. Neuchâtel: Paul Attinger, 1925